# Gouvernement Zongo
IVe République
Paramanga Ernest Yonli II Luc-Adolphe Tiao
Le gouvernement Tertius Zongo est formé le 4 juin 2007 par  Tertius Zongo à la demande du président de la République du Burkina Faso, Blaise Compaoré.

## Composition du premier gouvernement Tertius Zongo
La composition du gouvernement est la suivante :
- Ministre d’État, Ministre de l'agriculture, de l'hydraulique et des ressources halieutiques : Salif Diallo
- Ministre d’État, Ministre de la santé : Bedouma Alain Yoda
- Ministre de l’économie et des finances : Jean Baptise Marie Pascal Campaoré
- Ministre de la justice, Garde des Sceaux : Zakalia Kote
- Ministre de la défense : Yéro Boli
- Ministre des affaires étrangères et de la coopération régionale : Djibrill Bassolé
- Ministre des transports : Gilbert G. Noel Ouedraogo
- Ministre de la fonction publique et de la réforme de l’État : Seydou Bouda
- Ministre de l’administration territoriale et de la décentralisation : Clément Sawadogo
- Ministre de la sécurité : Assane Sawadogo
- Ministre des mines, des carrières et de l’énergie : Abdoulaye Abdoulkader Cissé
- Ministre du commerce, de la promotion de l’entreprise et de l'artisanat : Mamadou Sanou
- Ministre de la culture, du tourisme et de la communication, porte parole du gouvernement : Filippe Savadogo
- Ministre des infrastructures et du désenclavement : Hyppolite Lingani
- Ministre des enseignements secondaire, supérieur et de la recherche scientifique : Joseph Pare
- Ministre de l’enseignement de base et de l’alphabétisation : Odile Bonkoungou/Balima
- Ministre de l’environnement et du cadre de vie : Laurent Sedego
- Ministre du travail et de la sécurité sociale : Jérôme Bougouma
- Ministre chargé de mission auprès du président du Faso, chargé de l’analyse et de la prospective : Jacques Ouedraogo
- Ministre de la jeunesse et de l'emploi : Justin Koutaba
- Ministre de l’action sociale et de la solidarité nationale : Pascaline Tamini/Bihoun
- Ministre des ressources animales : Sékou Ba
- Ministre de la promotion des droits humains : Salamata Sawadogo/Tapsoba
- Ministre des postes et des technologies de l'information et de la communication : Joachim Tankoano
- Ministre de la promotion de la femme : Céline M. Yoda/Konkobo
- Ministre de l’habitat et de l'urbanisme : Vincent T. Dabilougou
- Ministre des sports et des loisirs : Jean Pierre A. M. Palm
- Ministre chargé des relations avec le Parlement : Salif Sawadogo
- Ministre délégué auprès du Ministre de l’économie et des finances, chargé du budget : Lucien Marie Noel Bembamba
- Ministre déléguée auprès du Ministre des affaires étrangères et de la coopération régionale : Minata Samaté Cessouma
- Ministre délégué auprès du Ministre de l’administration territoriale et de la décentralisation : Soungalo Ouattara
- Ministre délégué auprès du Ministre de l'agriculture, de l'hydraulique et des ressources halieutiques : Issaka Maiga
- Ministre délégué auprès du Ministre de l’enseignement de base et de l’alphabétisation : Ousséni Tamboura
- Ministre délégué auprès du Ministre des enseignements secondaire, supérieur et de la recherche scientifique : Maxime Some[1]

## Second gouvernement
À la suite de sa démission en 2011, Tertius Zongo est reconduit dans ses fonctions de Premier ministre, et forme un nouveau gouvernement légèrement remanié, porté à 38 membres.